# ساتن کولدفیلد
latitudeساتن کولدفیلدlongitudeساتن کولدفیلد
ساتن کولدفیلد (به انگلیسی: Sutton Coldfield) شهری در کشور انگلستان است که این کشور خود بخشی از بریتانیا محسوب می‌شود. این شهر در سال ۱۹۹۱ میلادی ۱۰۶٫۰۰۱ نفر جمعیت داشته و در سرشماری سال ۲۰۰۱ جمعیت آن به ۱۰۵٫۴۵۲ نفر رسیده‌است. میزان رشد سالانهٔ جمعیت ساتن کولدفیلد ‎۰٫۳۲ درصد می‌باشد و جمعیت این شهر در سال ۲۰۱۲ به ۱۰۹٫۱۷۴ نفر تغییر یافت.